# Cotycuara
Cotycuara is een kevergeslacht uit de familie van de boktorren (Cerambycidae). De wetenschappelijke naam van het geslacht werd voor het eerst geldig gepubliceerd in 2004 door Galileo & Martins.

## Soorten
Cotycuara omvat de volgende soorten:
- Cotycuara albomarginata Galileo & Martins, 2004
- Cotycuara crinita Galileo & Martins, 2005
- Cotycuara villosa Martins & Galileo, 2011
- Cotycuara viridis Galileo & Martins, 2005